# 冲力说
冲力说（theory of impetus）是六世纪時埃及亚历山大的一个学者约翰·斐劳波诺斯提出的。他否认天体由神灵推动的自然观。他认为造物主创世之初就赋予天体一种“冲力”。这是一种不随时间流逝的动力，这种动力可以维持物体永远运动下去。因此，运动的物体一般并不需要经常有个推动者和它接触。

## 背景
中世纪时，冲力说透过回教徒再传回欧洲。十四世纪，牛津大学的唯名论者奧卡姆的威廉开始对当时占统治地位的亚里士多德的力学进行批判。

## 理論
奧卡姆的威廉同意斐劳波诺斯的设想，说上帝可能开头给予天体一种不随时间消逝的冲力，因此不需要假定有各种各样的天神、天使推动天球。他完全否定托马斯·阿奎那提出的关于上帝存在的第一条证明，即天体运动需要一个原动者。他根据磁棒可以使一块铁动起来而不需要直接接触的事实提出，一个运动的物体不一定需要另一个物体的持续地接触作用。

## 失敗的初現
在牛津，冲力的讨论参与者主要还有沃尔特·伯利（Walter Burley）、理查德·许撒斯（Richard Suiceth）和赫特斯柏立的威廉，不过这种学说很快就失势，到了十五世纪时，牛津的学者大多数都讲授亚里士多德的物理学了。

## 布里丹的衝力說
但是冲力说在巴黎大学有了进一步的发展，巴黎大学的校长让·布里丹和學生薩克森的阿爾伯特都是冲力学说的坚定支持者。布里丹稱呼促使物體運動的性質為衝力，這衝力是由推動者傳送給物體，促使物體運動。他否定了衝力會自己消耗殆盡的想法。布里丹認為永存不朽的衝力是被空氣阻力或磨擦力等等逐漸抵銷，只要衝力大於阻力或磨擦力等等，物體就會繼續移動。布里丹的衝力與物體密度和體積成正比；速度越大，衝力也越大；物體內部的物質越多，就能夠接受越多的衝力。
從日常觀察中，布里丹想出許多反例來反駁亞里斯多德的理論：
- 假設一個陀螺或磨石繞著固定軸旋轉，請問空氣怎樣在這些物體的後面推動旋轉？
- 現在，為這旋轉物量身打造一個鑄模，將這鑄模包在旋轉物外面，不讓在旋轉物與鑄模之間有任何空隙。這樣，在旋轉物與鑄模之間，不會存在任何空氣，請問空氣怎樣推動旋轉？
- 設想一艘拖船拖曳著另一艘船，航行於風平浪靜的靜止大海。現在，將拖繩切斷，則因為海水阻力與空氣阻力，被拖的船會慢慢的停止航行。在這時候，站在甲板上、面向船前方的海員會感覺到空氣對著臉面吹拂，從船前方吹向船後方，試圖減慢船的航行；他不會感覺到空氣對著後背吹拂，從船後方吹向船前方，試圖推動船的航行。
- 思考石頭與羽毛這兩種物質，空氣應該比較容易推動羽毛。但是，為什麼同樣地分別將石頭與羽毛拋射出去，石頭移動的距離比羽毛遠了很多？

儘管與慣性的摩登概念極為相似，布里丹只把自己的理論視為亞里斯多德基本哲學的微小修正，堅持許多其他亞里斯多德派的觀念，例如，他認為運動狀態與靜止狀態是兩種不同的狀態。布里丹又主張，衝力不但適用於直線運動，也適用於圓周運動，促使物體（例如，星體）呈圓周運動。
薩克森的阿爾伯特將布里丹的學說廣傳至義大利與中歐。
巴黎冲力说学派的另一代表者是尼克爾·奧里斯姆，他创立了一种用图解表现速度的方法。他用一条地平线代表运动物体所走的距离，再在地平线尽头画一根和地平线垂直的线，代表物体在这已知点的速度。把垂直线的上端联接起来，就形成一个几何图形，是长方形就表明是均匀运动，是三角形就表明是不均匀运动，是曲线就表明是不规则的或“不均匀的”运动。
奧里斯姆於1377年發表的著作《天地通論》提出，當自由落體在加速時，其重量並沒有增加，而是衝力增加。假設，挖掘一條直線隧道，從地球表面的A點，穿過地心，挖掘到地球表面的B點，然後將一個重物落入這隧道，則它會從A點，經過地心，移動到B點，就好像單擺從一邊搖擺到另外一邊。但是，從地心到B點的路途中，它是呈升起狀態，而重量只能造成物體掉落，因此衝力與重量不同。

## 式微
冲力说事实上到了十五世纪时已经有点变质了，不过冲力说在十六世纪初叶还有人讲授。这个学说的衰退是从因根的马西利乌斯开始的。他设想冲力就像热一样。物体离开运动来源的最远部分，冲力最弱，就像一根棍子离开热源最远的一头最冷一样，物体离开其推动者后，冲力就平均分布到全身的各个部分，就像棍子离开火之后，热就平均分布出去一样，最后冲力逐渐衰退，就像棍子的热散掉一样。

## 參閱
- 亞里斯多德物理學
- 牛頓運動定律
- 慣性